# Chicago Film Critics Association Awards 2006

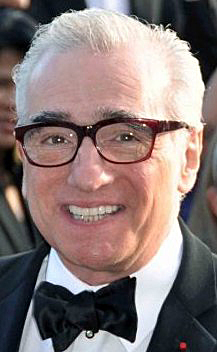
Martin Scorsese, vítěz v kategorii nejlepší režisér

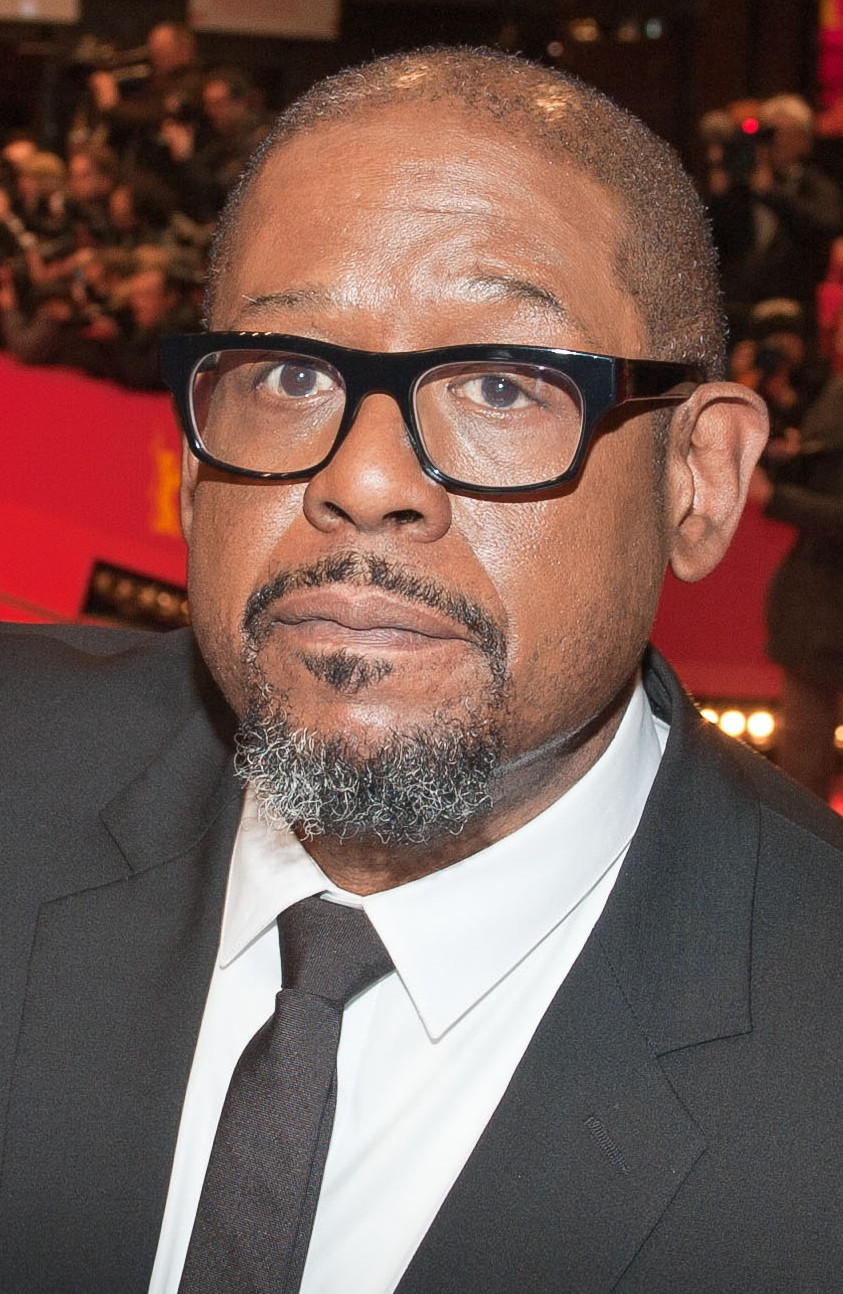
Forest Whitaker, vítěz v kategorii nejlepší mužský herecký výkon v hlavní roli

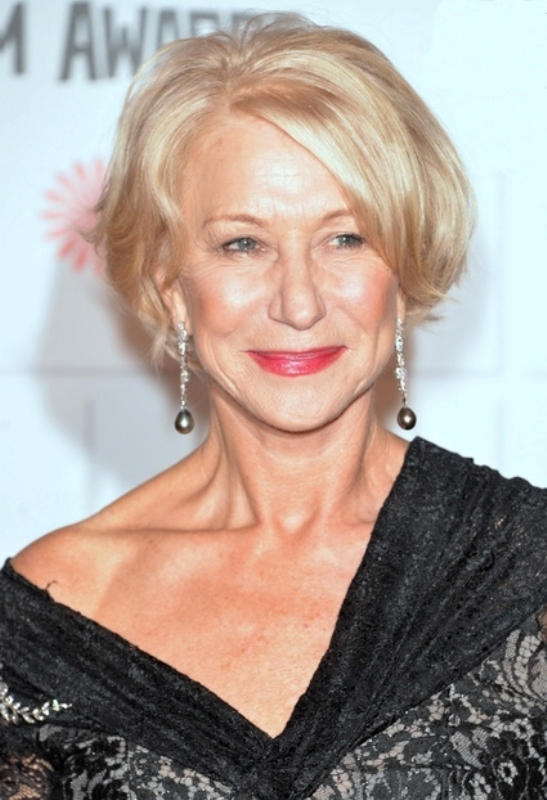
Helen Mirren, vítězka v kategorii nejlepší ženský herecký výkon v hlavní roli

19. ročník předávání cen asociace Chicago Film Critics Association Awards  se konal 28. prosince 2006.

## Vítězové a nominace

### Nejlepší film
Skrytá identita
- Babel
- Malá Miss Sunshine
- Královna
- Let číslo 93

### Nejlepší režisér
Martin Scorsese – Skrytá identita
- Clint Eastwood – Dopisy z Iwo Jimy
- Stephen Frears – Královna
- Alejandro González Iñárritu – Babel
- Paul Greengrass – Let číslo 93

### Nejlepší adaptovaný scénář
William Monahan – Skrytá identita
- Todd Field a Tom Perrotta – Jako malé děti
- Patrick Marber– Zápisky o skandálu
- Garrison Keillor – Zítra nehrajeme!
- Jason Reitman – Děkujeme, že kouříte

### Nejlepší původní scénář
Peter Morgan – Královna
- Guillermo Arriaga – Babel
- Iris Yamashita – Dopisy z Iwo Jimy
- Michael Arndt – Malá Miss Sunshine
- Paul Greengrass – Let číslo 93

### Nejlepší herec v hlavní roli
Forest Whitaker – Poslední skotský král
- Leonardo DiCaprio – Skrytá identita
- Ryan Gosling – Half Nelson
- Peter O'Toole – Venuše
- Will Smith – Štěstí na dosah

### Nejlepší herečka v hlavní roli
Helen Mirren – Královna
- Penélope Cruzová – Volver
- Judi Dench – Zápisky o skandálu
- Maggie Gyllenhaal – Sherrybaby
- Meryl Streepová – Ďábel nosí Pradu
- Kate Winslet – Jako malé děti

### Nejlepší herec ve vedlejší roli
Jackie Earle Haley – Jako malé děti
- Ben Affleck – Hollywoodland
- Eddie Murphy – Dreamgirls
- Jack Nicholson – Skrytá identita
- Brad Pitt – Babel
- Michael Sheen – Královna

### Nejlepší herečka ve vedlejší roli
Rinko Kikučiová – Babel
- Adriana Barraza – Babel
- Cate Blanchett – Zápisky o skandálu
- Abigail Breslin – Malá Miss Sunshine
- Toni Collette – Malá Miss Sunshine
- Jennifer Hudson – Dreamgirls

### Nejlepší dokument
Nepříjemná pravda
- Chraň nás od zlého
- Jesus Camp
- Sklapni a zpívej
- Wordplay

### Nejlepší cizojazyčný film
Dopisy z Iwo Jimy (USA)
- Apocalypto (USA)
- Faunův labyrint (USA/Mexiko/Španělsko)
- Tsotsi (Jihoafrická republika)
- Volver (Španělsko)

### Nejlepší kamera
Emmanuel Lubezki – Potomci lidí
- Rodrigo Prieto – Babel
- Michael Ballhaus – Skrytá identita
- Matthew Libatique – Fontána
- Tom Stern – Dopisy z Iwo Jimy

### Nejlepší skladatel
Clint Mansell – Fontána
- Gustavo Santaolalla – Babel
- Kyle Eastwood a Michael Stevens – Dopisy z Iwo Jimy
- Philip Glass – Zápisky o skandálu
- Alexandre Desplat – Královna

### Nejslibnější herec/herečka
Sacha Baron Cohen – Borat
- Ivana Baquerová – Faunův labyrint
- Shareeka Epps – Half Nelson
- Rinko Kikuchi – Babel
- Keke Palmer – Akeelah

### Nejlepší nový filmař
Rian Johnson – Zmizení
- Jonathan Dayton a Valerie Faris – Malá Miss Sunshine
- Gil Kenan – V tom domě straší
- James McTeigue – V jako Vendeta
- Jason Reitman – Děkujeme, že kouříte